# Reboxetin
Reboxetin ist ein selektiver Noradrenalin-Wiederaufnahmehemmer (NARI), der Mitte der 1960er Jahre erstmals synthetisiert und von Farmitalia (2002 von Pfizer übernommen) patentiert wurde.
Er wurde 1997 in mehreren europäischen Ländern (darunter in Deutschland und Österreich) zur Behandlung von Depressionen zugelassen. In den USA versagte die FDA 2001 die Zulassung aufgrund eines unzureichenden Wirksamkeitsnachweises. In der Schweiz kam es 2013 aufgrund einer erneuten Analyse des Nutzen-Risiko-Verhältnisses zu Indikationseinschränkungen.

## Struktur
Reboxetin ähnelt von seiner chemischen Struktur Viloxazin (NARI) und unterscheidet sich von diesem durch eine zusätzliche Phenylgruppe.
Stereoisomerie
Reboxetin ist chiral und enthält zwei Stereozentren. Es gibt somit prinzipiell die folgenden vier Stereoisomere: Die (R,R)-Form und die dazu enantiomere (S,S)-Form sowie die Diastereomeren mit (R,S)- und (S,R)-Konfiguration. Die Handelspräparate enthalten den Arzneistoff als Racemat [1:1-Gemisch der (R,R)-Form und der (S,S)-Form].

## Herstellung
Eine vielstufige Synthese für Reboxetin, ausgehend von Zimtalkohol, ist in der Literatur beschrieben.

## Wirkungsmechanismus
Reboxetin hemmt die Wiederaufnahme von Noradrenalin, im schwächeren Maße auch von Serotonin. Dadurch soll es vorwiegend antriebssteigernd und konzentrationsfördernd wirken. In einigen verfügbaren Studien lässt sich ein über die Placebowirkung hinausgehender Effekt zur Behandlung akuter Major Depression jedoch nicht nachweisen.

## Anwendung
Außer in dem zugelassenen Anwendungsgebiet wird Reboxetin auch im so genannten Off-Label-Gebrauch bei Panikstörungen und bei der Aufmerksamkeitsdefizit-/Hyperaktivitätsstörung eingesetzt.

## Nebenwirkungen
Häufigste Nebenwirkungen sind: Mundtrockenheit, Verstopfungen, Blutdruckerniedrigung, Übelkeit, Kopfschmerzen, vermehrtes Schwitzen, Schlafstörungen und Störungen beim Wasserlassen (Miktionsstörungen), verminderte Libido, erektile Dysfunktion, Veränderungen am Penis wie z. B. Penisretraktion, Penisschwellung oder Hodenschmerzen, abnormale Ejakulation (z. B. verzögerte oder schmerzhafte Ejakulation).
Reboxetin ist schlechter verträglich als Fluoxetin.

## Anwendung während der Schwangerschaft und Stillzeit
Beim Menschen liegen bisher nur sehr begrenzte Erfahrungen mit der Anwendung von Reboxetin in der Schwangerschaft vor. Deshalb ist eine Anwendung während der Schwangerschaft zu vermeiden. Daten zur Ausscheidung von Reboxetin in die Muttermilch beim Menschen liegen nicht vor.
Die Verabreichung von Reboxetin an stillende Frauen wird nicht empfohlen.
Bei den Nachkommen von Ratten, denen während der Zeit ihrer Trächtigkeit Reboxetin verabreicht wurde, traten Wachstums- und Entwicklungsstörungen sowie langfristige Verhaltensstörungen auf. Es ist unklar, welche Relevanz dieser Befund für den Menschen hat.

## Nutzenbewertung in Deutschland
Eine vom Institut für Qualität und Wirtschaftlichkeit im Gesundheitswesen (IQWiG)  im Auftrag des gemeinsamen Bundesausschusses durchgeführte Meta-Analyse führte im November 2009 zu der Einschätzung, dass ein Nutzen des Medikaments nicht nachgewiesen werden könne. Reboxetinhaltige Arzneimittel werden infolgedessen in Deutschland seit dem 1. April 2011 nicht mehr von der GKV erstattet. Der pharmazeutische Unternehmer Pfizer hatte die Herausgabe von Studiendaten zur Bewertung an das IQWiG zunächst verweigert und erst später verfügbar gemacht.

## Präklinik
In Vitro verursacht Reboxetin keine Genmutationen bei Bakterien- oder Säugetierzellen. Es führte jedoch in vitro zu Chromosomenaberrationen in menschlichen Lymphozyten. Es verursachte in vivo keine Chromosomenschäden bei Mäusen im Micronukleus-Test. Zudem konnten in vitro keine DNS-Schäden in Hefezellen oder in Hepatozyten von Ratten festgestellt werden. In Kanzerogenitätsstudien mit Mäusen und Ratten konnte kein erhöhtes Auftreten von Tumoren festgestellt werden.

## Handelsnamen
Monopräparate: Edronax, Tabletten (A, CH, D), Solvex (D)